# 광주 조선대학교 의과대학 본관
광주 조선대학교 의학대학 본관은 광주광역시 동구에 있는 건축물이다. 2014년 7월 1일 대한민국의 국가등록문화재 제590호로 지정되었다.

## 지정 사유
의학대학 본관은 중앙 현관을 중심으로 좌우대칭을 이루고 편복도를 중심으로 공간을 구성하였으며 층고가 높아 수직으로 긴 창호를 설치하여 수직성을 강조한 외관이 특징적이다.
1957년 약학대학 교사로 건립되었으나 1962년 무렵부터 의학대학 본관으로 사용되고 있는 건물로 대학 자체에서의 역사적인 가치와 함께 동시대 건축 기술의 특성과 대학 교육시설의 특성을 잘 보여주는 건물로 가치가 있다.

## 같이 보기
- 조선대학교

## 참고 자료
- 광주 조선대학교 의과대학 본관 - 국가유산청 국가유산포털